# Евмолпея
Хор „Евмолпея“ е представителен общински хор на град Пловдив.
Негов създател и диригент е композиторката Рада Славинска. Хорът е основан през 2006 година и получава името „Евмолпея“ лично от кмета на града д-р Иван Чомаков. Учредителната сбирка на хор „Евмолпея“ е на 13 юли 2006 г., а на 29 август е първата концертна изява на младия състав. На 1 ноември 2006 г. с ритуален концерт „Кръщение“ хорът получава от кмета на Пловдив името на основателя на Пловдив, митичния тракийски цар Евмолп. Самата дума евмолпея в превод означава хубаво пееща девойка.
Хор „Евмолпея“ е една от най-изявените младежки формации в България, съставен от 40 момичета на възраст от 12 до 20 години. През 2007 г. хорът реализира редица успешни проекти. Безспорен акцент бе участието му в официалните културни прояви в Базел и Берн – Швейцария през март 2007 г. при откриването от Президента на Република България на изложбата „Тракийски съкровища от антична България“. Хорът взе участие в XII-e Festival Choral International en Provence, Франция през юли и изнесе съпътстващи концерти в Италия и Словения. През месец септември формацията реализира проект и бе сред участниците в два европейски младежки културни форуми – EUROTREFF MUSIK Ulm 2007 и X Jubilee Europäisches Jugend Musik Festival в Passau –Германия със съпътстващи концертни изяви в Сърбия, Словения и Австрия. През октомври хорът участва в VII Фестивал на изкуствата „Българиада“ в Сърбия.
През 2008 г. хор „Евмолпея“ е поканен и взема участие в официалните културни програми при откриването от Министъра на културата на Р България на „Музей на българщината“ на 7 януари в Одрин и приема по повод Националния празник 3 март, организирани от МВнР и Генералното консулство на Р България в Одрин, Турция. През август и септември формацията участва в XII Международен хоров фестивал в Ньошател, Швейцария и EUROTREFF MUSIK Schwabisch Hall’08. През октомври хор „Евмолпея“ представи българската култура в рамките на националната програма и тържествата по повод 100-годишнината от независимостта на България в Кралство Белгия и Херцогство Люксембург.
Хорът е носител на званието „Посланик на добра воля“.